# دیونیسوس ۳۶۷۱
سیارک ۳۶۷۱ (به انگلیسی: 3671 Dionysus، نامگذاری:1984KD) سه هزار و ششصد و هفتاد و یکمین سیارک کشف شده‌است که در ۲۷ مه ۱۹۸۴ کشف شد.
قدر مطلق سیارک برابر ۱۶٫۳۰ است.